# Минскэнерго
Республиканское унитарное предприятие «Минскэнерго» — государственное предприятие, осуществляющее электроснабжение потребителей Минска и Минской области, теплоснабжение городов: Минск, Молодечно, Жодино, Борисов, Вилейка, Солигорск, Слуцк и поселков Руденск, Дружный, Свислочь. Входит в состав государственного производственного объединения «Белэнерго».

## Структура
В структуру РУП «Минскэнерго» входят:
- районные котельные;
- пять теплоэлектроцентралей:
  - Минская ТЭЦ-2;
  - Минская ТЭЦ-3;
  - Минская ТЭЦ-4;
  - Минская ТЭЦ-5;
  - Жодинская ТЭЦ;
- четыре мини-ТЭЦ:
  - Молодечненская Мини-ТЭЦ;
  - Солигорская Мини-ТЭЦ;
  - Вилейская Мини-ТЭЦ;
  - Слуцкая Мини-ТЭЦ

Установленная электрическая мощность энергосистемы — 1823 МВт (с блок-станциями).
В РУП «Минскэнерго» эксплуатируется более 60 тыс. км электрических сетей, осуществляющих электроснабжение потребителей г. Минска и области, прием и передачу энергии в другие регионы.
Численность персонала энергосистемы — более 14 тыс. человек.
РУП «Минскэнерго», расположенное в центре Беларуси, интегрирует областные энергосистемы в объединённую энергосистему республики.
В его состав также включены основные линии электропередачи, связывающие республику с энергосистемами Российской Федерации и Прибалтийских государств, — ВЛ 750 кВ (подстанция — 750 кВ «Белорусская»).
РУП «Минскэнерго» входит в десятку крупнейших налогоплательщиков Беларуси.